# Simone Kome-van Breugel
Simone Kome-van Breugel (Zwartewaal, 8 juni 1976) is een Nederlandse scenarioschrijfster, sinds haar scheiding bekend als Simone van Breugel.
Ze studeerde in 2001 af aan de Nederlandse Film en Televisie Academie in de richting scenario en schreef de eindexamenfilm De Bovenman.
De door haar geschreven korte film Babyphoned won tijdens het Nederlands Film Festival 2002 de NPS-prijs voor Beste Korte Film.
In 2002, 2003 en 2004 schreef Van Breugel in totaal 19 afleveringen van de televisieserie Meiden van De Wit, die werd uitgezonden in Nederland, België, Frankrijk en Rusland. Deze serie kreeg de prijs van beste Nederlandse dramaserie in 2002 en 2003.
Ze was in 2005 hoofdschrijver en scenarist van de misdaadserie Parels en zwijnen en in 2008 script-editor voor de komische serie Het schnitzelparadijs. Van Breugel schreef afleveringen en formats voor dramaseries zoals IC, Keyzer & De Boer Advocaten, Koppels, Flikken Maastricht (in totaal 26 afleveringen) en Seinpost Den Haag. Samen met Edwin de Vries schreef ze het format plus vier seizoenen van de televisieserie Dokter Deen. Ze is medeschrijver van de speelfilms Daglicht en Pak van mijn Hart.